# Соки целины
«Соки целины» (бел. Сокі цаліны) — роман Тишки Гартного на белорусском языке, написанный в XX веке. Произведение писалось между 1914 и 1929 годами, издавалось с 1922 года и получило высокую оценку критиков того времени. В 1926 году в журнале «Молодняк» «Соки целины» были названы первым романом белорусской литературы. Книга также была одним произведений, которые ценил Иван Мележ — автор «Людей на болоте».
В романе рассказывается о том, как молодые люди покидают деревни, переезжая в большие города, и становятся частью пролетариата, самые активные из которых также становятся революционерами. Описывается представитель рабочего класса, городская жизнь героя, его будни на фабрике и в целом быт города, в котором ещё не произошла советская революция.
Книга состоит из четырёх блоков. Языковые особенности произведения выделяют его на фоне других большим количеством диалектизмов и отсутствием речи высокого стиля. Чтобы полноценно понять всё написанное, могли понадобиться лексические словари, однако даже в них ещё не были зафиксированы использованные Тишкой Гартным слова. Некоторое время спустя в «Белорусско-русский словарь» (бел. Беларуска-расійскі слоўнік) вошли 39 слов писателя из «Соков целины».